# Фруктокиназа
Фруктокиназа, также известная как D-фруктокиназа или D-фруктозо-(D-маннозо)киназа, представляет собой фермент (Шифр КФ 2.7.1.4) печени, кишечника и коркового вещества почек. Фруктокиназа относится к семейству ферментов, называемых трансферазами, что означает, что этот фермент переносит функциональные группы; она также считается фосфотрансферазой (или, часто, киназой), поскольку она специфически переносит фосфатную группу. Фруктокиназа катализирует перенос фосфатной группы с аденозинтрифосфата (АТФ, субстрат) на фруктозу в качестве начального этапа её утилизации. Основная роль фруктокиназы заключается в углеводном обмене, в частности, в метаболизме сахарозы и фруктозы. Уравнение реакции выглядит следующим образом:
АТФ + D -фруктоза → АДФ + D-фруктозо-1-фосфат.

## Роль в растениях и бактериях
Фруктокиназа была охарактеризована в различных организмах, таких как семена гороха (Pisum sativum), плоды авокадо (Persera americana) и зерна кукурузы (Zea mays) и многих других.
В частности, фруктокиназа может также регулировать синтез крахмала в сочетании с SS, синтазой сахарозы, которая сначала метаболизирует акцепторную ткань в растительных тканях, таких как картофель. Есть также два расходящихся гена фруктокиназы, которые по-разному экспрессируются и также обладают разными ферментативными свойствами, например, обнаруженными в томатах. В томатах мРНК фруктокиназы 1 (Frk 1) экспрессируется на постоянном уровне во время развития плода. Однако мРНК фруктокиназы 2 (Frk 2) имеет высокий уровень экспрессии в молодых плодах томатов, но затем снижается на более поздних стадиях развития плодов. Frk 2 имеет более высокое сродство к фруктозе, чем Frk 1, но активность Frk 2 ингибируется высокими уровнями фруктозы, а активность Frk 1 — нет.
У Sinorhizobium meliloti, обычной грампочвенной бактерии, фруктокиназа также используется в метаболизме маннита и сорбита, в дополнение к метаболизму фруктозы.

## Роль у животных и человека
Было обнаружено, что в печени человека очищенная фруктокиназа в сочетании с альдолазой способствует альтернативному механизму образования оксалата из ксилита. В связанной последовательности фруктокиназа и альдолаза производят гликолевый альдегид, предшественник оксалата, из D -ксилулозы через D-ксилулозо-1-фосфат.
В клетках печени крыс (гепатоцитах) ГТФ также является субстратом фруктокиназы. Он может быть использован в значительной степени фруктокиназой. В этих изолированных гепатоцитах in vivo, когда концентрация АТФ падает примерно до 1 миллимоля за короткий промежуток времени, ГТФ становится важным субстратом в этих специфических условиях. В отличие от фосфофруктокиназы, фруктокиназа не ингибируется АТФ.

## Болезни
Фруктозурия или недостаточность печеночной фруктокиназы — редкое, но доброкачественное наследственное нарушение обмена веществ. Это состояние вызвано дефицитом фруктокиназы в печени. У больных обычно наблюдается высокая концентрация фруктозы в крови после приема внутрь фруктозы, сахарозы или сорбита. Заболевание в основном характеризуется обнаружением аномальной экскреции фруктозы с мочой в анализе мочи. Фруктокиназа необходима для синтеза гликогена, формы накопления энергии в организме, из фруктозы. Наличие фруктозы в крови и моче может привести к неправильному диагнозу сахарного диабета. Биохимические нарушения, которые могут привести к окончательному диагнозу фруктозурии, включают дефицит печеночной фруктокиназы, левулозурию и дефицит кетогексокиназы.

## Использованная литература
1. 1 2 3  DBGET ENZYME: 2.7.1.4 Архивировано 27 сентября 2007 года.. Retrieved 2007-05-06
2. 1 2 3  Distinct physiological roles of fructokinase isozymes revealed by gene-specific suppression of Frk1 and Frk2 expression in tomato. Plant Physiol. 129 (3): 1119–26. July 2002. doi:10.1104/pp.000703. PMID 12114566.
3. ↑  Biochemical characterization of a fructokinase mutant of Rhizobium meliloti. J. Bacteriol. 144 (1): 12–6. October 1980. doi:10.1128/jb.144.1.12-16.1980. PMID 6252186.
4. ↑  Models for the metabolic production of oxalate from xylitol in humans: a role for fructokinase and aldolase. The Australian Journal of Experimental Biology and Medical Science. 60 (Pt 1): 117–22. February 1982. doi:10.1038/icb.1982.11. PMID 6284103.
5. ↑  The mechanism of guanosine triphosphate depletion in the liver after a fructose load. The role of fructokinase. Biochem. J. 228 (3): 667–71. 1985-06-15. doi:10.1042/bj2280667. PMID 2992452.
6. ↑  Samuel, Varman T (February 2011). Fructose induced lipogenesis: from sugar to fat to insulin resistance. Trends in Endocrinology and Metabolism. 22 (2): 60–5. doi:10.1016/j.tem.2010.10.003. PMID 21067942.
7. ↑  BRENDA
8. ↑  WebMD Children’s Health — Fructosuria Архивная копия от 9 мая 2007 на Wayback Machine. Retrieved 2007-05-06
9. ↑  Properties of normal and mutant recombinant human ketohexokinases and implications for the pathogenesis of essential fructosuria. Diabetes. 52 (9): 2426–32. September 2003. doi:10.2337/diabetes.52.9.2426. PMID 12941785.